# Nagy Béla (nagykövet)
Nagy Béla (Battonya, 1921. január 23. – Budapest, 1995.) katonai hírszerző, nagykövet.

## Pályafutása
Tanonciskolát végzett, majd műszerészként dolgozott 1937 és 1942 között. Ezután katonai szolgálatot teljesített. 1945 után az Orion gyárban volt műszerész 1947-ig. Belépett a Magyar Kommunista Pártba és pártalkalmazott lett. 1951-ben az MNVK 2. Csoportfőnökség, a magyar katonai hírszerzés tisztje lett. 1952 és 1957 között londoni katonai és légügyi attasé volt. Hazatérve a katonai hírszerzés osztályvezetője volt 1969-ig. Közben 1962-ben befejezte tanulmányait a Zalka Máté Katonai Akadémián és páncélostiszti képesítést kapott.
1969-ben leszerelt és a Külügyminisztériumba helyezték, I. o. tanácsos rangban és a VI. területi osztály helyettes vezetője lett. Még abban az évben kinevezték nagykövetnek és megbízták a stockholmi magyar nagykövetség vezetésével, emellett Izlandon is akkreditálták. 1975-ben fejezte be nagyköveti munkáját.

## Elismerései
- Magyar Népköztársasági Érdemrend V. fokozata (1952),
- Kiváló Szolgálatért Érdemérem (1955).